# Ukanc
Ukanc é um assentamento localizado no município de Bohinj na Eslovênia. Possuía uma população estimada de 45 habitantes em 2020.